# Zagrodnik
Zagrodnik (daw. też ogrodnik; łac. hortulanus) – włościanin posiadający dom z ogrodem oraz grunt pod uprawę o obszarze nie większym niż ćwierć łana. Rodzina zagrodnicza liczyła najczęściej 4-5 osób, więc posiadane przez nie gospodarstwo zapewniało jej przeważnie podstawowe minimum do egzystencji - inaczej niż w przypadku chałupników, którzy poza chałupą nie posiadali niczego więcej i zmuszeni byli służyć jako siła najemna tak u kmieci jak i zagrodników. Wielu zagrodników nieoficjalnie powiększało swoje małe gospodarstwa o tzw. "nieużytki" lub "pustki" z których płacono jedynie czynsz pieniężny. 
Gospodarstwo zagrodnicze w czasach wojen, klęsk i jednocześnie zwiększonych obciążeń świadczyło na rzecz pana maksymalnie do 3 dni pańszczyzny w tygodniu, przy czym nie chodziło o pracę jednej i tej samej osoby, a pracę 3 osób z tej samej zagrody po jednym dniu w każdym tygodniu do wybranych prac lub wspólnego dokonania trzydniowego nakładu pracy w ciągu jednego dnia roboczego. Przez pozostałe dni tygodnia zagrodnicy pracowali dla dworu lub folwarku jako służba za wynagrodzenie w różnej formie. Niektórzy z zagrodników oprócz pracy w polu zajmowali się rzemiosłem np. tkactwem. Kategoria zagrodników przetrwała z małymi zmianami do początku XX w. W 1767 r. na wsi śląskiej zagrodnicy stanowili 49%, kmiecie 36% i chałupnicy 15%.